# Manon Aubry
Manon Aubry (Fréjus, 22 december 1989) is een Franse politica. Namens de partij La France insoumise zit ze sinds 1 juli 2019 in het Europees Parlement.

## Biografie

### Vroege jaren
Manon Aubry is de dochter van Catherine Poggi-Aubry en Bruno Aubry en ging naar school in Saint-Raphaël. Tijdens haar schooltijd raakte ze politiek betrokken. Zo protesteerde ze tegen de hervormingen van François Fillon in 2005 en ook voor de nee-stem bij het Frans referendum over het Verdrag tot vaststelling van een Grondwet voor Europa. Aubry studeerde Internationale Betrekkingen en Mensenrechten in Parijs aan het Sciences Po. Tijdens haar studie was ze ook voorzitter van een lokale studentenvakbond. Na haar studie ging ze voor NGO's in Afrika werken. Zo werkte ze een jaar in Liberia en twee jaar in Congo-Kinshasa. Vervolgens werkte Aubry vier jaar voor Oxfam Novib waar ze zich bezig hield met belastingontduiking.

### Politieke carrière
Door gesprekken met Jean-Luc Mélenchon en Cécile Duflot besloot ze voor La France insoumise zich te kandideren voor het Europees Parlement. Aubry werd verkozen en kort na haar komt in het parlement werd ze samen met de Duitse Martin Schirdewan verkozen tot co-partijleider van de Europese fractie Links. Als Europarlementariër liet Aubry zich ook enkele keren activistisch uit. Zo nodigde ze Extinction Rebellion uit om het Parlement te bezetten en dit kwam haar op een reprimande te staan. Bij de Internationale Dag voor de Uitbanning van Geweld tegen Vrouwen in 2020 las ze de 86 namen voor van vrouwen die in Frankrijk door middel van femicide om het leven waren gekomen.
Aubrey zette zich in het Europees Parlement ook in voor de oprichting van een onafhankelijk ethisch orgaan om ethische schendingen binnen de EU-instellingen te beteugelen. Begin 2024 werd bekend gemaakt dat ze fungeren als de lijsttrekker van Insoumise bij de verkiezingen voor het Europees Parlement van dat jaar.